# Bira (rivière)
 (août 2025).
Si vous disposez d'ouvrages ou d'articles de référence ou si vous connaissez des sites web de qualité traitant du thème abordé ici, merci de compléter l'article en donnant les références utiles à sa vérifiabilité et en les liant à la section « Notes et références ».
Pour les articles homonymes, voir Bira.
Le Bira (en russe : Бира) est une rivière russe traversant l'oblast autonome juif sur 261 kilomètres avant de se jeter dans le fleuve Amour dont il est un des plus grands affluents gauche. Elle traverse la ville de Birobidjan, centre administratif de l'oblast autonome juif, où elle conflue avec la Bidzhan (en). Son nom dérive du mot Jurchen et mandchou bira signifiant «rivière». 